# Модний вирок (Україна)
«Модний вирок» — українська програма про моду і стиль, яка виходила в ефір на телеканалі «Інтер» з 2 березня 2008 по 3 січня 2009 року.

## Ведучий
- Ведучий засідання модного суду - Борис Моїсеєв (†).
- Обвинувач - Оксана Караванська.
- Захисники - Марія Єфросиніна.

## Учасник
- Позивач
- Відповідач (обвинувачений, звинувачується в нерозумінні)
- Незалежний експерт (зірка шоу-бізнесу)

## Суд
1. Обвинувач подає до суду на свого родича або знайомого за «невміння добре одягатися». Суд приймає до уваги позиції позивача і відповідача, потім відбувається огляд речей обвинуваченого.
2. Перше дефіле (відповідає трьом варіантам одягу, обраним в магазині). Вибір обговорюється обвинувачем, захисником і незалежним експертом.
3. Друге дефіле (відповідає трьом комплектам одягу, підібрані стилістами). Наряди обговорюють позивач, обвинувач, захисник і група підтримки відповідача.
4. Голосування. На подіум вивозять дві вішалки з обома варіантами одягу. Ведучий запитує у відповідача, який з комплектів він хотів би забрати з собою. Глядачі в студії голосують за допомогою пультів. За підсумками голосування комплект одягу, який набрав найбільшу кількість голосів, відповідач отримує в дар від «Першого каналу». У разі, якщо результат голосування 50/50, відповідач самостійно вибирає комплект одягу. У більшості випадків, стилісти виграють у відповідача.

## Міжнародні версії
- З 30 липня 2007 року по теперішній час на «Першому каналі» виходить російська версія «Модного вироку», що мала назву «Модный приговор». Ведучим засідання модного суду Олександр Васильєв, прокурором (обвинувачем) — Евеліна Хромченко, адвокатом (захисником) — Надія Бабкіна.